# Brontornis burmeisteri
Brontornis (il cui nome significa "uccello del tuono") è un genere estinto di grande uccello terricolo dalla classificazione incerta, vissuto nel Miocene inferiore-medio, circa 17,5-11,6 milioni di anni fa, in quella che oggi è l'Argentina. La sua classificazione è incerta, ma le due principali ipotesi lo vedono o come un anseriforme affine ai mihirungs o come un uccello del terrore della famiglia Phorusrhacidae. Se quest'ultima classificazione fosse veritiera, rappresenterebbe il forusrhacide più pesante conosciuto, nonché uno degli uccelli più grandi che siano mai esistiti.

## Descrizione

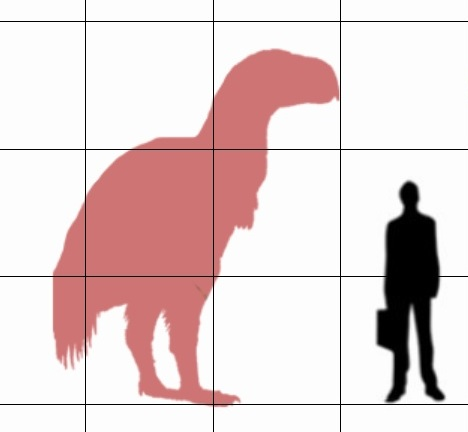
Dimensioni di Brontornis a confronto con quelle di un uomo

Brontornis aveva un'altezza alla testa stimata di 2,8 metri (9 piedi e 2 pollici), e la sua massa corporea è stimata tra i 350 e i 400 kg (770-880 libbre); era più pesante ma leggermente più basso di Kelenken, che era più alto e aveva un cranio più lungo. L'altezza al livello del bacino è stimata a circa 1,75 metri. Queste stime renderebbero Brontornis il quinto uccello più pesante conosciuto, dopo Vorombe titan, Dromornis stirtoni, Aepyornis maximus e Pachystruthio dmanisensis.
Un confronto tra i tarsometatarsi di due esemplari di B. burmeisteri, FM-P13259 e MLP-91 (lectotipo), entrambi provenienti dalla stessa regione geografica e formazione geologica, mostra che questi non presentano differenze anatomiche, a parte le dimensioni, dove il primo è circa un terzo più piccolo del secondo. L'idea è che siano esempi di variazione intraspecifica, forse dimorfismo sessuale. Nelle attuali aquile e gufi le femmine sono molto più grandi dei maschi, prevenendo così il sovrautilizzo di una sola taglia di prede. Non si sa se le femmine o i maschi dei forusracidi siano stati più o meno grandi, ma i fossili di Titanis del Nord America presentano una considerevole variazione della taglia, suggerendo che ci fosse realmente almeno la tendenza ad una differente taglia dei sessi.  C'è anche la possibilità che rappresentino due specie distinte.

## Classificazione
Sebbene Brontornis sia spesso indicato come un uccello del terrore, facente parte della famiglia Phorusrhacidae, alcuni recenti lavori hanno messo in dubbio questa classificazione. Secondo questi studi, Brontornis potrebbe effettivamente rappresentare un anseriforme, mentre gli altri generi tradizionalmente assegnati alla sottofamiglia Brontornithinae, come Physornis e Paraphysornis, sarebbero veri forusrhacidi. Pertanto è stato proposto di rinominare la sottofamiglia Physornithinae, con Physornis fortis come specie tipo. Se tale ipotesi fosse valida, ciò significherebbe che esistono tre gruppi di anseriformi basali giganti, in ordine cronologico di divergenza: i gastornitidi (Gastornis e affini), Brontornis e i mihirungs australiani.
Tuttavia, altre analisi sostengono che Brontornis mostri vertebre toraciche diagnostiche dei forusrhacidi, supportando il suo posizionamento all'interno del gruppo.
In un articolo del 2021 di Agnolin, Brontornis è stato nuovamente classificato come un gastornitiforme sister taxon dei mihirungs.

### Sinonimi
Ci sono diversi sinonimi sia della specie che del genere:
Genere
- Rostrornis Moreno & Mercerat, 1891

Specie
- Rostrornis floweri Moreno & Mercerat, 1891
- Brontornis platyonyx Ameghino, 1895

## Scoperta
I fossili di questo uccello sono stati ritrovati nella Formazione Santa Cruz e Monte León, in Argentina. L'animale è noto soprattutto per le ossa delle zampe e dei piedi, sebbene siano note anche resti parziali del cranio e della spina dorsale, rinvenuti in diverse località della Provincia di Santa Cruz. Nella stessa formazione coesisteva con alcuni forusrhacidi leggermente più piccoli e attivi, come Phorusrhacos.

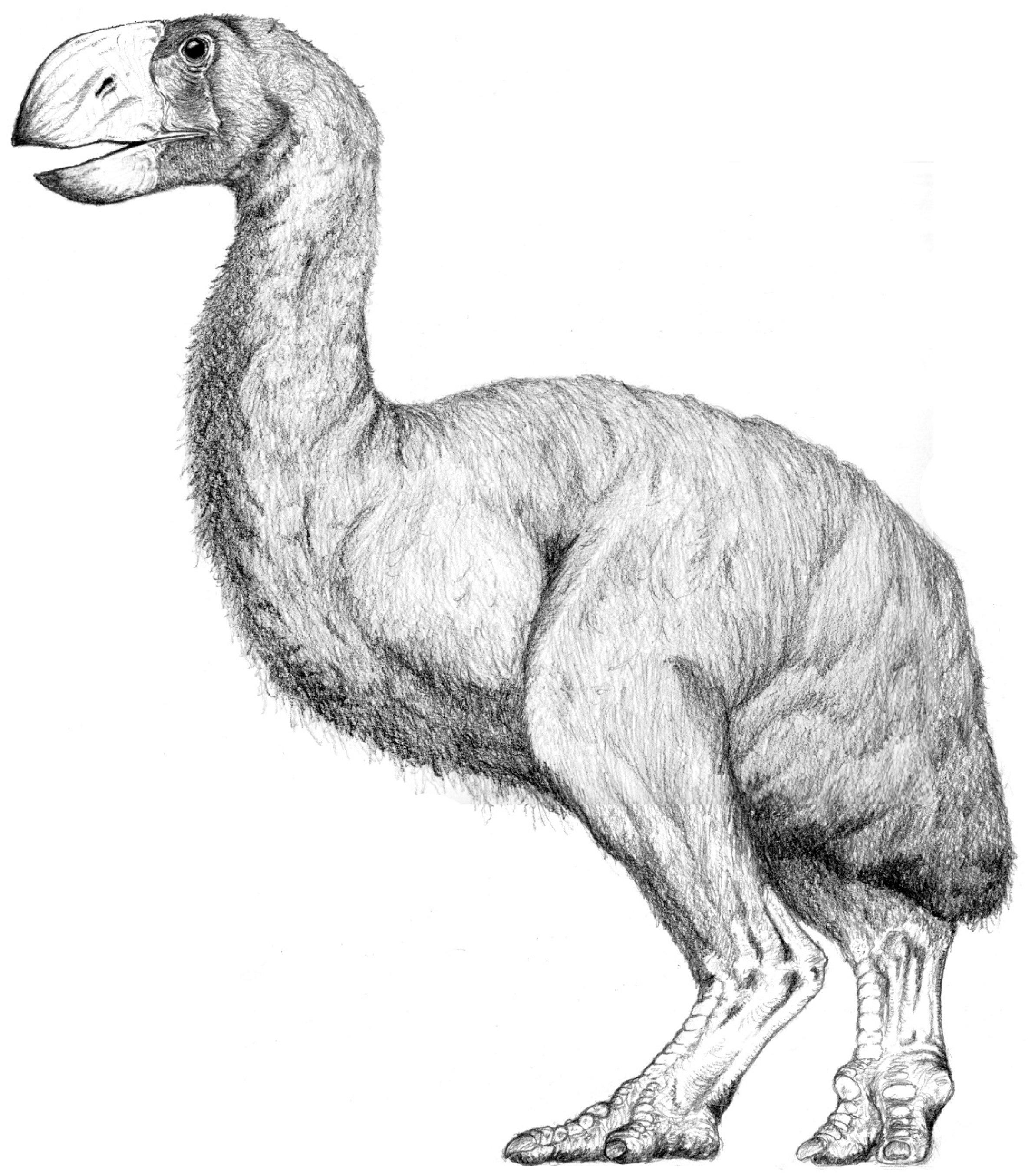
Ricostruzione ipotetica di Brontornis burmeisteri

## Paleobiologia
Data l'incerta classificazione di questo uccello è difficile indicare quale fosse il suo stile di vita. Se la sua classificazione come anseriforme fosse confermata, l'animale era probabilmente un erbivoro, oppure onnivoro, grosso e pesante che usava il grande becco per rompere i frutti e i semi di cui si nutriva, come altri gastornitiformi. Se invece fosse realmente stato un uccello del terrore, sarebbe stato un predatore piuttosto lento e pesante che, probabilmente, aveva uno stile di caccia intermedio tra l'agguato e l'inseguimento, attaccando la preda da un nascondiglio e uccidendola dopo un breve inseguimento. La sua mole lo avrebbe reso uno dei carnivori dominante del suo ambiente, in quanto la sua massa gli avrebbe permesso di cacciare anche animali di grossa taglia come Astrapotherium, sovrastando carnivori più piccoli come Thylacosmilus. Il fatto che coesistesse con forusracidi più piccoli e attivi, come Phorusrhacos, potrebbe indicare una sorta di spartizione delle nicchie ecologiche.